# Roques de Pequeny
Les Roques de Pequeny és una muntanya de 700 metres que es troba al municipi d'Os de Balaguer, a la comarca catalana de la Noguera.